# Playlist

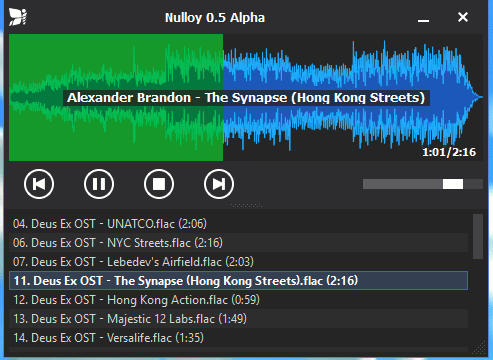
Playlist v audio přehrávači

Playlist neboli seznam skladeb je seznam audiosouborů nebo videosouborů, které mají být přehrány multimediálním přehrávačem buď v zadaném nebo v náhodném pořadí. Přehrávač může také umožňovat opakované přehrání celého playlistu.
Slovo „playlist“ má poněkud odlišné významy v oblasti rozhlasového nebo televizního vysílání a v oblasti osobních počítačů a Internetu. Tímto slovem bývá také označován seznam všech skladeb na audio CD, seznam scén (částí) na video DVD nebo seznam dílů seriálu.

## Playlisty v rozhlasu
Playlist rozhlasové stanice je kompletní seznam skladeb, které stanice vysílá. Alternativně se může jednat o uspořádaný seznam skladeb přehraných v určitém časovém období. Playlisty se často upravují podle denní doby (tzv. dayparting).

## Playlisty v televizi
Kabelové televize a televizní zpravodajské kanály, jejichž vysílání je kombinací živého a předem nahraného programu, mohou používat playlisty dříve nahraných zpravodajských příspěvků. Příspěvek může být nejdříve odvysílán živě a později může být zahrnut do souhrnného zpravodajství.

## Osobní playlisty
Multimediální přehrávače umožňují vytvářet playlisty ze souborů na disku, které může uživatel dále upravovat nebo používat pro kategorizování nahrávek.
Streamovací služby jako Spotify, Amazon Music, 8tracks, včetně již nefunkčních Playlist.com a Webjay nabízejí svým uživatelům kategorizování oblíbených skladeb pro přehrávání vytvářením osobních playlistů. Osobní playlisty lze vytvářet také na videohostingových serverech, jako je YouTube nebo Vimeo. Tyto playlisty mohou být sdíleny na sociálních sítích, případně používány pro hodnocení skladeb. Celebrity mohou vytvářet playlisty pro své fanoušky.
S myšlenkou automatického vytváření playlistů z anotovaných databází přišel François Pachet and Pierre Roy.
Vytváření playlistů, které splňují zadaná „omezení pořadí“, jako je kontinuita, rozmanitost, podobnost atd., je dokonce předmětem výzkumu; pro vytváření byly použity techniky využívající constraint satisfaction (uspokojování omezení) a case-based reasoning.

## Formáty souborů
Existuje několik desítek formátů souborů pro ukládání playlistů. Mezi nejrozšířenější patří:
- asx – playlist ve stylu XML obsahující více informací o položkách v playlistu.[10]
- .fpl – formát používaný foobar2000.
- .kpl, Kalliope PlayList – druh ukládání playlistů XML vyvinutý pro zrychlení načítání a správy playlistů.
- .m3u/.m3u8 – jednoduchý textový seznam umístění položek s každou položkou na novém řádku; jeden z nejoblíbenějších formátů playlistů.
- .pla – binární formát, který používaly přehrávače firmy iRiver (příp. SanDisk, a Samsung), který zpracovává Winamp.
- .aimppl, .plc – přípony souborů pro AIMP.
- .mpcpl – formát playlistu používaný programem Media Player Classic a programy z něho odvozenými (MPC-HC, MPC-BE atd.).
- .pls – textový playlist strukturou podobný konfiguračním souborům .ini. Ve výchozím nastavení poskytuje stejné funkce jako rozšířené playlisty M3U (název a délka).
- .smil – doporučení sdružení World Wide Web Consortium definující XML formát, s funkcemi playlistu. Kromě zvuku definuje rozložení videa a obrazovky a je využíván pro MMS a v Digital signage.[11]
- .vlc je formát používaný přehrávačem VLC media player a je definován jako přejmenovaný playlist M3U nebo PLS.[12]
- .wpl – formát XML používaný v Microsoft Windows Media Player verze 9–12.[10]
- .xspf – formát XML, který umožňuje sdílení playlistů.[13]
- .zpl – formát používaný přehrávači Zune Media Player, Zoom Player a Creative Zen Media Player.